# Медешевци
Медешѐвци е село в Северозападна България. Намира се в община Грамада, област Видин.

## География
Отстои на 15 km северозападно от гр. Грамада, на 29 km югозападно от областния център Видин и на 212 km северозападно от София.
Релефът е хълмист, средната надморска височина е 156 m.
Климатът е умерено-континентален със сравнително студена зима и горещо лято.
На 10 km северозападно от селото преминава международният път през гр. Кула за Република Сърбия, а на 10 km югоизточно – главният път Е79 Видин – Монтана.

## История
Днешните земи на село Медешевци са били населени още от древността.
За това свидетелстват останките от стара римска крепост на 2 km югозападно от центъра на селото. Укреплението е доминирало над околността и е служило за охрана и наблюдение на дефилето на река Корманица – Медешевска. Има приблизително квадратна форма с размери 90x90 m.
Останки от подобни късноантични крепости има и при село Чичил и село Милчина лъка.
По време на турско робство селото е част от „нахия" Загорие и е вписано в турските регистри (съкратения регистър на Видинския санджак от 1454/1455 г. и втория регистър от 1560 година) като село Медошофче.
През 1860 г. селото е сполетяно от наводнение. На къщите в долната част на селото са нанесени поражения, старият мост над реката е разрушен. Наводнението е известно като „Голямата повогия“ (големо повогиъе).
При свойте изследователски пътувания Феликс Каниц, австрийски учен, археолог, етнограф, географ и художник издава тритомен труд „Дунавска България и Балкана“ - исторически, географски и етнографски пътни студии от пътуванията му през периода 1860-1875 година, в който е споменато и село Медешевци.
...” Спускаме се по планинските склонове на север, към Дунавската равнина, с намерение да достигнем някогашната престолнина на Видинското българско царство. По пътя ни едно след друго изникват села, неугледни касаби и една стара крепост — Белоградчишката, където сега като нейна охрана се разпореждат 30-тина души османлии. Отминаваме с. Чупрене, присъединено към зиамета на някой си Мехмед Терджуман, селата Макреш и Медешевци от тимарите на зурнаджиите Мехмед и Салтук и на някой си Мехмед, син на Идрис, и тримата от многочислената охрана на Видинската крепост.”
През Втората световна война много мъже от селото са изпратени на фронта, голяма част от тях никога не се завръщат.
През зимата на 1950 – 1951 година, по време на довелата до Кулските събития насилствена кампания за „масовизация“ на колективизацията, в селото е създадено Трудово кооперативно земеделско стопанство (ТКЗС), наречено „Девети септември“ в чест на Деветосептемврийския преврат от 1944 година. На 22 март 1951 година жителите на селото ликвидират ТКЗС-то, връщайки си конфискуваните им добитък и инвентар, но скоро са принудени от властите да ги върнат обратно. Поради опасения за саморазправа не са изпратени местни милиционери, а такива от гр. Враца. Селяните са бити и гонени, някой бягат в Сърбия, а други се укриват, докато вълненията утихнат. Партийните функционери правят внушението, че селяните са поддръжници на Тито. Над вратата на църквата „Св. св. Петър и Павел“ написват с блажна червена боя „Позор на Титовци“. С настъпилите демократични промени от 1989 г. надписът е заличен.
Женски имена в селото – Петра, Мара, Цона, Гроздана, Бона, Цвета, Йоца, Линка, Генада, Стана, Донка, Богдана, Вълкана, Цветана. Мъжки имена в селото – Станко, Лило, Веко, Маринко, Шарко, Гроздо, Цветко, Борис, Крум, Тошо, Санди, Йоцо, Лилко, Бранко, Игнат, Венчо, Илия, Петър, Райко.

## Население
Преброяване на населението през 2011 г.
Численост и дял на етническите групи според преброяването на населението през 2011 г.:
|                     | Численост | Дял (в %) |
| Общо                | 59        | 100,00    |
| Българи             | 59        | 100,00    |
| Турци               | 0         | 0,00      |
| Цигани              | 0         | 0,00      |
| Други               | 0         | 0,00      |
| Не се самоопределят | 0         | 0,00      |
| Неотговорили        | 0         | 0,00      |

## Културни и природни забележителности
Главната забележителност на Медешевци е църквата „Св. св. Петър и Павел“.
В селото има 7 селски чешми с големи корита за водопой. На запад по поречието на реката има останки от стара воденица.
Интересна подробност представляват стиховете на велики български поети, изписани върху няколко от обществените сгради на селото.
В местността „Пестич“ се намира зеленчуковата градина на Медешевци.